# Dana Gregorová
Dana Gregorová (* 11. září 1962 Česká Lípa) je česká tanečnice a choreografka.

## Život a vzdělání
Vystudovala Taneční konzervatoř v Praze a následně Akademii múzických umění v Praze, obor pedagogika.

## Kariéra
Po absolvování konzervatoře působila pět let v Československém státním souboru písní a tanců. Stála u zrodu taneční skupiny UNO, kde tančila jako sólistka až do roku 1991. V repertoáru měla titulní role v představeních Šachmat (1988) a Carmen (1990), absolvovala evropské turné s programy One Night on Broadway a The Best of Broadway (1988–90). Vystupovala v řadě televizních pořadů koncem 80. a počátkem 90. let. Řídila modelovou agenturu Miss Models po dobu pěti let. Od poloviny 2000 let se věnuje choreografii a režii při projektech v oblasti filmu, televize, opery, muzikálu a reklamy a vede vlastní taneční školu.

## Významné choreografie
- Film: Roming (2007)[7], Rodinka (2010), V peřině (2010)[8], Monstrum (2016), Zlatý podraz (2018)[9]
- TV filmy: Ta třetí (2001), Miláček (2002), O víle Amálce (2003), I ve smrti sami (2004), Žil jsem s cizinkou (2005), Muž a stín (2007), Fišpánská jablka (2009), Rübezahl (Krakonoš) (2017)
- Seriály: První krok (2008–2009), Cukrárna (2010), Bohéma (2016)[10]
- Muzikály a divadlo: Faust (Laterna Magika 1992), Mackie Messer (1995), Láska je láska (2025), Panenka[5] (ND Nová scéna 2023), Puntíkování[6] (ND Nová scéna 2024) a další

## Pedagogická činnost
V roce 2017 založila taneční školu svého jména v Líbeznicích, kde vede kurzy tance a jógy pro děti a dospělé.